# 郑石岩
鄭石岩（1945年—），臺湾宜兰县員山鄉人，作家、心理學家與教育家。宜蘭中學校友，國立政治大學教育學碩士，美國俄亥俄州立大學研究員。

## 简介
- 鄭石岩曾任臺湾的中學老師、國立政治大學教育学系教授和教育部訓育委員會常委，負責學校輔導與訓導事務，現已退休。從事心理諮詢與教學研究三十餘載，曾獲頒教育部輔導工作優良貢獻獎。
- 從小(約七歲)即信仰佛教、学習佛法，对禪宗、唯識有相當的研究和修持。由於家境貧寒，高中時半工半讀完成學業，務農做工經商，人生閱歷豐富，是融合心理學、教育學與禪佛學於日常生活應用的倡言人。
- 他理論與實務並具，著作超過四十本，1983年出版了第一本作品《清心與自在》。曾獲行政院新聞局優良圖書金鼎獎，是積極入世，以書文度人的最佳見證。每年有兩百場以上的演講，其著作在海內外廣受歡迎，自詡為踏實悅樂的生活者。
- 目前研究與旅行是他的學習方式，寫作與演講是他的工作，助人與講經則是他的行持。

## 著作出版

### 台湾
- 郑石岩清心作品集，遠流出版　
  - 《牵手缔造幸福婚姻》
  - 《无常．有效面对生活》
  - 《亲子共成长》
  - 《禅．心的效能训练》　
  - 《安度难关》
  - 《发挥创意教孩子》
  - 《活出豪气来》
  - 《清凉心菩提行》
  - 《人生路这么走》
  - 《禅·生命的微笑》
  - 《悟·看出希望来》
  - 《觉·教导的智慧》
  - 《禅悟与实现》
  - 《清心与自在》
  - 《禅语空人心》
  - 《教师的大爱》
  - 《开心的生活》
  - 《随缘成长》
  - 《身教》
  - 《父母之爱》
  - 《心理分析与教育》
  - 《好心境·好创意》
  - 《优游任运过生活》

- 唯识心理学系列，远流出版
  - 《生命转弯处》
  - 《精神体操》
  - 《过好每一天》
  - 《胜任自己》
  - 《寻找着力点》
  - 《换个想法更好》

- 与孩子一起成长，有聲書系列，远流出版
  - 《每个孩子都有天赋和前途》
  - 《打好孩子心智成长的根基》
  - 《培养孩子的适应能力》
  - 《鼓励孩子进步向学》
  - 《帮助孩子克服惧怕建立信心》
  - 《亲子沟通的技巧》
  - 《媽媽教我的事》

- 生活禅径六讲，有聲書系列，远流出版
  - 《在生活与工作中行禅》
  - 《学习做自己的主人》
  - 《涵养你的精神能量》
  - 《品尝生活中的禅味》
  - 《打开尘封的心结》
  - 《把握悦乐的匙钥》

- 其他
  - 《活出自己的如来》 联经出版
  - 《做自己的主人》 洪健全文化基金会出版
  - 《禅．生活与工作》 洪健全文化基金会出版
  - 《禅．人生三要》 皇冠出版
  - 《弗洛姆的精神分析理论》商务出版
  - 《佛法与心理分析》慈云出版
  - 《禅．生活与工作》 书评书目出版
  - 《圆一个人生的梦》 允晨文化出版
  - 《生活无处不是禅》 佛光出版
  - 《禅机．禅趣．禅益》 洪健全文化基金会出版
  - 《找回快乐的心》 张老师文化出版

### 中国大陸
- 广西师范大学出版社，2004年
  - 《觉：教导的智慧》，ISBN 7-5633-4359-8
  - 《禅：心的效能训练》，ISBN 7-5633-5006-3
  - 《禅：生命的微笑》，ISBN 7-5633-4357-1
  - 《悟：看出希望来》，ISBN 7-5633-4358

- 广西师范大学出版社，2005年
  - 《寻找着力点》，ISBN 7-5633-5504-9
  - 《换个想法更好》，ISBN 7-5633-5503-0
  - 《胜任自己》，ISBN 7-5633-5505-7